# Vonta Leach
(en) Statistiques sur pro-football-reference
Terzell Vonta Leach, né le 6 novembre 1981 à Lumberton, Caroline du Nord, est un joueur américain de football américain évoluant au poste de Fullback.